# Pachliopta pandiyana
Pachliopta pandiyana är en fjärilsart som först beskrevs av Moore 1881.  Pachliopta pandiyana ingår i släktet Pachliopta och familjen riddarfjärilar. Inga underarter finns listade i Catalogue of Life.

## Bildgalleri

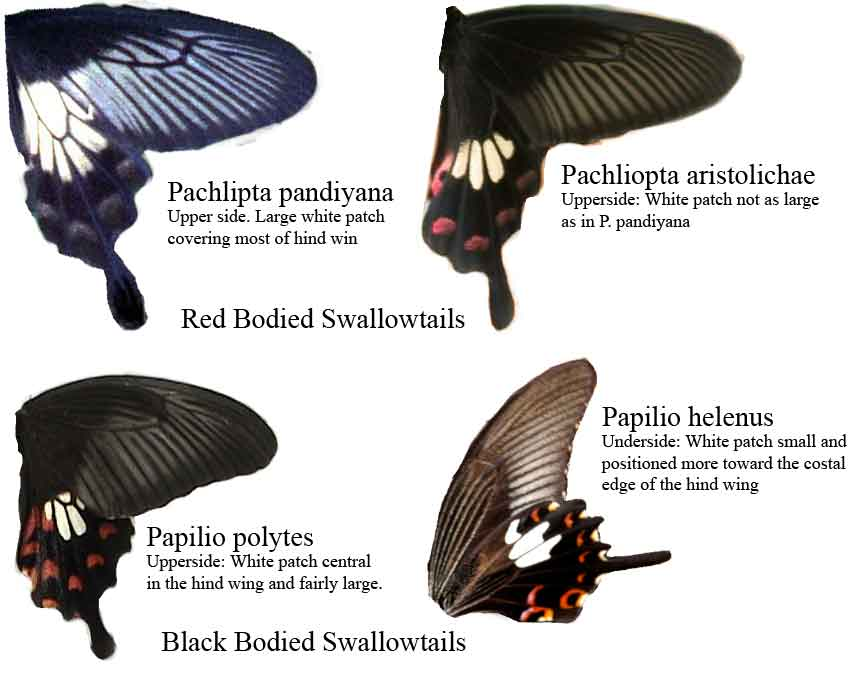